# 布津町
布津町（ふつちょう）は、長崎県の島原半島にあった町。南高来郡に属した。
2006年3月31日、周辺7町と対等合併し、南島原市となり消滅した。

## 地理
島原半島の南東部に位置し、島原湾に面する。
- 河川：新川、湯田川、渡瀬川、栗田川

### 隣接市町村
- 雲仙市
- 南高来郡深江町
- 南高来郡有家町

## 歴史
布津と言う名については「フツ」という音を使うのに日本書紀に記された神剣「ふつのみたま」、これを神格化し鹿島神宮と並び立つ香取神宮（千葉県香取市）に祀られる「経津主（フツヌシ）」が参考になる。
フツという音は後の日本刀の原型となった古代東国の蕨手刀（わらびてとう）の中に刀身に故意に小さな穴があけられているものがあり、刀を振った時に生じる独特な刃音フツから来ていると言われる。

### 近現代
- 1889年（明治22年）4月1日 - 町村制施行により、南高来郡布津村が単独村制にて発足。
- 1969年（昭和44年）4月1日 - 布津村が町制施行。布津町となる。
- 2006年（平成18年）3月31日 - 加津佐町・口之津町・南有馬町・北有馬町・西有家町・有家町・深江町と合併し市制施行。南島原市が発足し、布津町は自治体として消滅。

## 地域

### 地名
名を行政区域とする。布津町は1889年の町村制施行時に単独で自治体として発足したため、大字は無し。（発足当初は布津村）
なお、布津町では名の名称を十干に置き換えて表記する。
- 甲 / 貝崎名
- 乙 / 大崎名
- 丙 / 坂下名

## 行政
- 町長：伊藤邦弘（最終代）
- 池田長久は村制時代を含め、4期にわたり村長・町長を務めた。

## 教育

### 中学校
町立
- 布津中学校

### 小学校
町立
- 布津小学校
  - 第一分校
  - 第二分校
- 飯野小学校

## 交通
- 最寄り空港は長崎空港。

### 鉄道
- 島原鉄道
  - 布津新田駅 - 布津駅

中心駅は布津駅。
※市町村合併後の2008年4月1日に廃止。

### バス路線

#### 一般路線バス
- 島原鉄道バス

### 道路
- 高速道路の最寄りインターチェンジは長崎自動車道諫早インターチェンジ。

#### 一般国道
- 国道57号
- 国道251号

## 産業
- 農産物：葉タバコ・イチゴ・スイカ

## 名所・旧跡・観光スポット・祭事・催事
- キリシタン墓碑群[1]
- 布津木場原遺跡